# Samsung Galaxy S23
Das Samsung Galaxy S23 ist die 14. Reihe der Samsung-Galaxy-S-Smartphones. Es umfasst die Modelle S23, S23+ und S23 Ultra. Diese wurden am 1. Februar 2023 auf der Galaxy Unpacked in San Francisco vorgestellt. Der offizielle Verkaufsstart in Deutschland war der 17. Februar 2023.

## Design
Das Design der Samsung Galaxy-S23-Reihe ist sehr ähnlich zu den Vorgängern. Unterschiede bestehen darin, dass die Kameralinsen des S23 und S23+ nun wie beim Ultra freistehend sind und nicht mehr wie bisher in einem Kameraelement eingefasst werden. Des Weiteren sind die Kanten des S23 Ultra weniger abgerundet als beim Vorgänger. Alle Modelle sind verfügbar in den sechs Farben Phantom Black, Cream, Green, Lavender, Graphite und Lime. Das Galaxy S23 Ultra ist außerdem verfügbar in Sky Blue und Red. Die Farben Graphite, Lime, Sky Blue und Red werden ausschließlich im Online-Store des Unternehmens vertrieben.
| Galaxy S23 | Galaxy S23           | Galaxy S23       | Galaxy S23+ | Galaxy S23+   | Galaxy S23+      | Galaxy S23 Ultra | Galaxy S23 Ultra           | Galaxy S23 Ultra |
| Farbe      | Name                 | Online Exklusive | Farbe       | Name          | Online Exklusive | Farbe            | Name                       | Online Exklusive |
|            | Phantom Black        | nein             |             | Phantom Black | nein             |                  | Phantom Black              | nein             |
|            | Cream                | nein             |             | Cream         | nein             |                  | Cream                      | nein             |
|            | Green                | nein             |             | Green         | nein             |                  | Green                      | nein             |
|            | Lavender             | nein             |             | Lavender      | nein             |                  | Lavender                   | nein             |
|            | Graphite             | ja               |             | Graphite      | ja               |                  | Graphite with Black frame  | ja               |
|            | Lime                 | ja               |             | Lime          | ja               |                  | Lime with Silver frame     | ja               |
|            |                      |                  |             |               |                  |                  | Sky Blue with Silver frame | ja               |
|            | Red with Black frame | ja               |             |               |                  |                  |                            |                  |

## Technische Daten

### Kamera
Die S23 und S23+ haben einen 50-MP-Weitwinkelsensor, einen 10-MP-Telesensor und einen 12-MP-Ultrawide-Sensor. Das S23 Ultra verfügt über einen 200-MP-Weitwinkelsensor, zwei 10-MP-Telefotosensoren und einen 12-MP-Ultrawide-Sensor. Die Frontkamera nutzt bei allen drei Modellen einen 12-MP-Sensor.
| Modelle                 | Modelle         | Galaxy S23 & S23+                                          | Galaxy S23 Ultra                                           |
| ----------------------- | --------------- | ---------------------------------------------------------- | ---------------------------------------------------------- |
| Weitwinkelobjektiv      | Spezifikationen | 50 MP, f/1.8, 24 mm, 1/1.56", Dual Pixel PDAF, OIS         | 200 MP, f/1.7, 24 mm, 1/1.3", PDAF, Laser AF, OIS          |
| Weitwinkelobjektiv      | Modell          | Samsung S5KGN3                                             | Samsung S5KHP2                                             |
| Ultraweitwinkelobjektiv | Spezifikationen | 12 MP, f/2.2, 13 mm, 1/2.55", Dual Pixel PDAF on S23 Ultra | 12 MP, f/2.2, 13 mm, 1/2.55", Dual Pixel PDAF on S23 Ultra |
| Ultraweitwinkelobjektiv | Modell          | Sony IMX564                                                | Sony IMX564                                                |
| Teleobjektiv            | Spezifikationen | 10 MP, f/2.4, 70 mm, 1/3.94", PDAF, OIS                    | 10 MP, f/2.4, 70 mm, 1/3.52", Dual Pixel PDAF, OIS         |
| Teleobjektiv            | Modell          | Samsung S5K3K1                                             | Sony IMX754                                                |
| Periskop Teleobjektiv   | Spezifikationen | -                                                          | 10 MP, f/4.9, 240 mm, 1/3.52", Dual Pixel PDAF, OIS        |
| Periskop Teleobjektiv   | Modell          | -                                                          | Sony IMX754                                                |
| Front                   | Spezifikationen | 12 MP, f/2.2, 26 mm, 1/3.24", PDAF                         | 12 MP, f/2.2, 26 mm, 1/3.24", PDAF                         |
| Front                   | Modell          | Samsung S5K3LU                                             | Samsung S5K3LU                                             |

### Display
Alle drei Galaxy S23-Modelle verfügen über einen kapazitiven AMOLED Touchscreen mit HDR10+-Unterstützung und eine Helligkeit von 1.200 Nits bei HDR bzw. von 1750 Nits Spitzenhelligkeit. Die S23 und S23+ haben eine FHD+-Äuflösung von 2340 × 1080 Pixel (422 bzw. 390 PPI) sowie eine Bildwiederholrate von 48–120 Hertz, das S23 Ultra hat eine Auflösung von 3088 × 1440 Pixel (501 PPI) und eine adaptive Bildwiederholrate von 1–120 Hertz. Alle drei Displays werden aus Corning Gorilla Glass Victus 2 gefertigt.

### Akku
Die Modelle S23 und S23+ verfügen mit 3900 mAh bzw. 4700 mAh über eine 200 mAh größere Akkukapazität im Vergleich zu den Vorgängermodellen S22 und S22+. Das S23 Ultra verfügt mit 5000 mAh über dieselbe Akkukapazität wie das S22 Ultra. Anstelle eines Lithium-Ionen-Akkus wird ein Lithium-Polymer-Akkumulator verwendet. Kabelgebunden geladen werden kann das S23 mit 25 Watt, S23+ und S23 Ultra mit 45 Watt, kabellos geladen werden können das S23, S23+ und S23 Ultra mit 15 Watt, Reverse Wireless Charging ist möglich.

### Software
Alle drei Modelle erscheinen mit dem Betriebssystem Android 13 und der Benutzeroberfläche One UI 5.1. Samsung garantiert vier Jahre Softwareupdates (Android 17) und fünf Jahre Sicherheitsupdates.
Bereits Ende März 2023 kündigte Samsung Verbesserungen der Kamera an. Generell wurde die Schärfe optimiert und einige Bildfehler korrigiert. Die Neuerungen wurden zuerst nur in Südkorea ausgeliefert.
Anfang April 2023 veröffentlichte der Hersteller die erste große Aktualisierung der S23-Modelle (für das S23 Ultra im Ausmaß von knapp ein Gigabyte). Es umfasste Sicherheitsupdates.

## Verfügbarkeit
Zur Vorstellung war das Galaxy S23 in zwei Speichervarianten mit 128 GB und 256 GB zu Preisen von 949 € und 1.009 € verfügbar, das S23+-Modell in zwei Speichervarianten mit 256 GB und 512 GB zu Preisen von 1.199 € und 1.319 €. Das Galaxy S23 Ultra gab es in drei Speichervarianten mit 256 GB, 512 GB und 1 TB zu Preisen von 1.399 €, 1.579 € und 1.819 €.
| Modell           | Speicher | 17. Februar 2023  |
| ---------------- | -------- | ----------------- |
| Galaxy S23       | 128 GB   | 0.949 € (0.970 €) |
| Galaxy S23       | 256 GB   | 1.009 € (1.031 €) |
| Galaxy S23+      | 256 GB   | 1.199 € (1.225 €) |
| Galaxy S23+      | 512 GB   | 1.319 € (1.348 €) |
| Galaxy S23 Ultra | 256 GB   | 1.399 € (1.430 €) |
| Galaxy S23 Ultra | 512 GB   | 1.579 € (1.614 €) |
| Galaxy S23 Ultra | 1 TB     | 1.819 € (1.859 €) |